# Gestaltzerfall
Gestaltzerfall (z něm. Gestalt, tvar a Zerfall, rozpad) je psychologický jev označující zpožděné rozeznávání čínských znaků, když se na ně delší dobu upřeně díváme. Znak totiž při delším pozorování přestáváme vnímat jako celek a jeho části začínáme vnímat samostatně a odděleně. Studie ukázala, že k největšímu zpoždění dochází, když jsou znaky stejné velikosti. Jestliže jsou znaky různé velikosti, ke zpoždění dochází jedině tehdy, když mají jinou strukturu.